# دان بوبيسكو
دان بوبيسكو (بالرومانية: Daniel Popescu)‏ هو لاعب كرة قدم روماني في مركز الدفاع، ولد في 20 فبراير 1988 في تولتشيا في رومانيا. لعب مع كونكورديا كياجنا ونادي أوتسيلول غالاتسي ونادي ستيوا بوخارست.

## وصلات خارجية
- دان بوبيسكو على موقع قاعدة بيانات كرة القدم.إي يو (الإنجليزية)
- دان بوبيسكو على موقع Soccerway.com (الإنجليزية)
- دان بوبيسكو على موقع AS.com (الإسبانية)